# Štark Arena
La Belgrade Arena (en serbe cyrillique : Веоградска арена , Serbe latin : Beogradska arena), anciennement Kombank Arena (en serbe cyrillique : Комбанк арена, Serbe latin : Kombank arena) puis Štark Arena (en serbe cyrillique : Штарк aрена, Serbe latin : Štark arena), est une salle omnisports situé dans le Blok 25 de Novi Beograd, une commune urbaine de Belgrade, en Serbie. C'est le plus grand et le plus moderne des complexes sportifs à Belgrade et il est conçu pour tous les événements, y compris le basket-ball, le handball, le volley-ball, le tennis, l'athlétisme, pour des événements culturels et d'autres programmes.
Sa capacité varie entre 18 386 et 25 000 spectateurs, c'est parmi les plus grandes et les plus modernes salles de sport en Europe.

## Histoire
La Belgrade Arena fut officiellement inaugurée le 31 juillet 2004. Son coût de construction est estimé à 70 millions € d'euros.
En 1989, la ville de Belgrade a été choisie pour accueillir le Championnat du monde de basket-ball masculin 1994. Cependant, il y avait une condition pour la ville, elle devait construise une nouvelle arène moderne de basket-ball. Le gouvernement de ville a immédiatement lancé une compétition pour trouver la meilleure conception de la nouvelle arène qui devait avoir une capacité de 20 000 places. L'architecte Vlada Slavica de Belgrade avait présenté le meilleur projet.
En 1991, un site pour le projet a été choisi, le Blok 25 à Novi Beograd. Cependant le projet devenait déjà problématique. Il y avait seulement 3 ans avant les championnats du monde de basket masculin 1994 pour construire cette méga-structure qui devait être faite dans un temps record. Une équipe de 126 compagnies a été formée pour faire partie du comité de l'arène. Deux architectes ont été choisis pour concevoir le toit de l'arène.
C'est en 1992 que la construction commença et le comité de l'arène a formé une association avec la compagnie américaine HOK Sport qui a beaucoup d'expérience dans la construction des arènes sportives. Pendant que les conflits et la séparation de la Yougoslavie commençaient, l'Organisation des Nations unies avait imposé des sanctions sur la Serbie et HOK Sport a arrêté toute coopération avec le comité de l'arène. Même avec ce ralentissement, le chantier sur le Belgrade Arena a continué.
En 1993, la Serbie est passée par une de ses années les plus noires dans l'histoire moderne. Le pays est tombé dans des taux d'inflation record, et en raison des sanctions et des conflits en Yougoslavie, Belgrade a perdu le droit d'accueillir le Championnat du monde de basket-ball masculin 1994.
La construction de l'arène a continué, toutefois elle devenait plus lente car il y avait un manque de matériel et finalement en 1995 la construction fut complètement arrêtée. Le chantier reprend en 1998 car la ville a été choisie pour accueillir le championnat du monde de tennis de table en 1999. À cette époque le toit prenait déjà forme, une partie de la façade a été faite et l'intérieur était à moitié complet. De nouveau, la Serbie a perdu le privilège d'accueillir la compétition alors que la ville était bombardée par les forces de l'OTAN en 1999.
Après le changement de gouvernement en Serbie en 2000 et la chute de toutes les sanctions imposés au pays, l'arène, sous une nouvelle gestion a été accomplie en 2004 pour le Diamond ball tournament et Belgrade a finalement obtenu le droit d'accueillir le Championnat d'Europe de basket-ball 2005.
Le permis provisoire pour l'usage public a expiré début 2006, suivant une série d'événements sportifs et de concerts en 2005. Des travaux sur le système de protection contre l'incendie et l'installation automatisés des ascenseurs pour répondre à des normes européennes ont été terminés pour le mois de novembre 2006, alors qu'aucun événement n'était tenu dans l'arène en attendant. Belgrade Arena a reçu son permis public permanent d'utilisation le 4 novembre 2006.
Elle a accueilli le Concours Eurovision de la chanson 2008 le 24 mai 2008

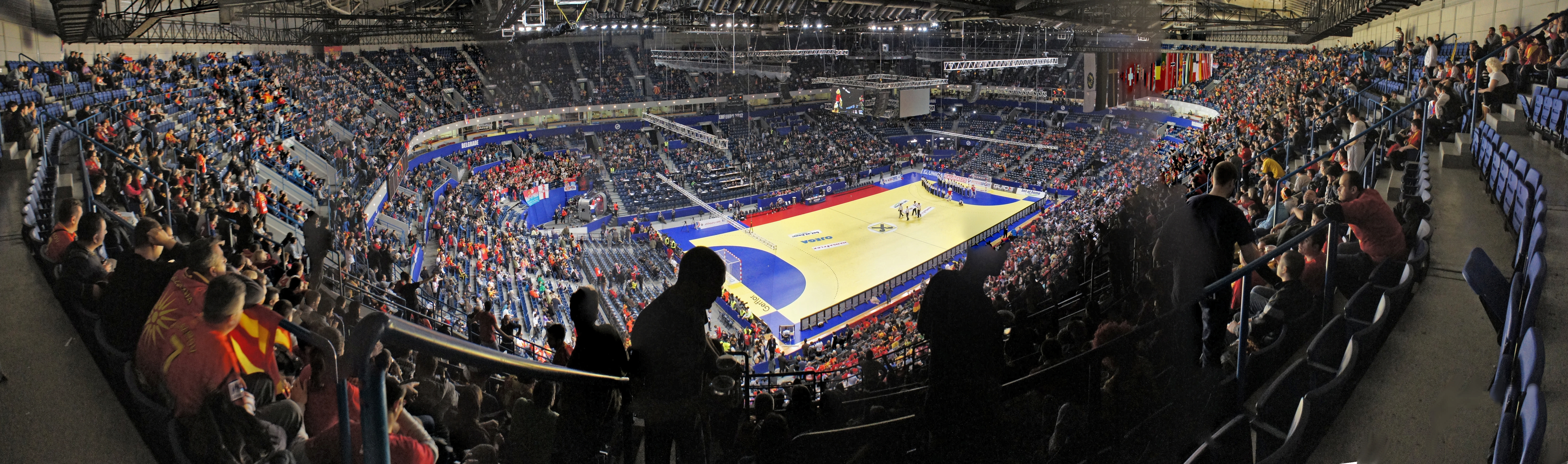
La Kombank Arena lors du Championnat d'Europe de handball masculin 2012.

### Records d'affluence intérieure en Europe
Le jeudi 5 mars 2009, l'Arena de Belgrade accueillait le match de basket du KK Partizan Belgrade contre le Panathinaïkos d'Athènes. À cette occasion la salle de Belgrade a battu le record d'Europe de nombre de spectateurs assistant à un match de basket intérieur, avec 22 567 spectateurs serbes venu encourager leur équipe. Le Partizan remporta la rencontre 63-56. C'était également la première fois qu'un club de basket jouait dans cette salle (auparavant seule l'équipe nationale serbe y jouait).
Plus tard dans l'année, le 26 juillet, la salle accueille la finale de la Ligue mondiale de volley-ball 2009 entre le  Brésil et  Serbie (victoire du Brésil : 3-2) devant 22 680 spectateurs, c'est un record pour la salle et la Ligue mondiale de volley-ball.
Lors du Championnat du monde de handball féminin 2013, le record de spectateur d'un match de handball féminin est battu à trois reprises lors de trois matchs de la Serbie : 16 028 spectateurs en quarts de finale, 18 236 en demi-finale et enfin 19 467 en finale.
Le 24 mars 2014, le record de spectateur pour un match de basket-ball indoor est encore rebattu, 24 232 spectateurs, pour le match de l'Étoile rouge de Belgrade contre le BK Boudivelnyk Kiev (79-70). Ce record tiendra jusqu'au huitièmes de finale de l'Eurobasket 2015 disputé à Lille entre la France et la Turquie devant 26 315 spectateurs.

## Événements internationaux

### Concerts
- Spectacle de David Copperfield, 2 octobre 2005
- Concert de Phil Collins, 28 octobre 2005
- Concert de Andrea Bocelli, 15 novembre 2005
- Concert de 50 Cent, 6 novembre 2006
- Concert de Busta Rhymes, 17 avril 2007
- Concert de The Chemical Brothers, 13 juin 2007
- Concert de Rihanna, 24 novembre 2007
- Demi-Finale et Finale du Concours Eurovision de la chanson 2008, 22 et 24 mai 2008
- Cirque du Soleil, 24 au 28 novembre 2010[8]
- Concert de Zaz, 1er juin 2012
- Concert de Tom Jones, 15 juin 2014
- Concert de Plácido Domingo, 8 décembre 2014
- Concert de Indila, 26 mai 2015
- Concert de Enrique Iglesias, 10 mai 2016
- Concert de Sting, 17 septembre 2017
- Concert de Luis Fonsi, 24 novembre 2017
- Music Awards Ceremony 2019 Belgrade, 29 janvier 2019
- Concert de André Rieu, 22 mai 2019
- Concert de Eros Ramazzotti, 24 septembre 2019
- Concert de Lara Fabian, 10 mai 2020

### Sports
- Diamond Ball 2004, 31 juillet-3 août 2004
- Match amical de basket-ball : Serbie-et-Monténégro - États-Unis, 6 août 2004
- Tournoi final de la Ligue mondiale de volley-ball 2005, 8-10 juillet 2005
- Championnat d'Europe de volley-ball masculin 2005, 2-11 septembre 2005
- Championnat d'Europe de basket-ball 2005, 16-25 septembre 2005
- Championnats d'Europe de judo 2007, 6-8 avril 2007
- Barrages de la Coupe Davis 2007, 21 au 23 septembre 2007
- Fed Cup 2009 World Group II, 7 et 8 février 2009
- Universiade d'été de 2009, 1er au 12 juillet 2009
- Finale de la Ligue mondiale de volley-ball 2009, 26 juillet 2009 (22 680 spectateurs)
- Barrages de la Coupe Davis 2009, 18 au 20 septembre 2009
- Finale de la Coupe Davis 2010, 3 au 5 décembre 2010[8]
- Championnat d'Europe de volley-ball féminin 2011
- Championnat d'Europe de handball masculin 2012
- Finale de la Coupe Davis 2013
- Championnat du monde de handball féminin 2013
- Championnat d'Europe de water-polo masculin 2016
- Championnats d'Europe d'athlétisme en salle 2017
- Finale Euroligue de basket-ball 2017-2018
- Championnat d'Europe féminin de basket-ball 2019
- Championnats du monde d'athlétisme en salle 2022

## Galerie

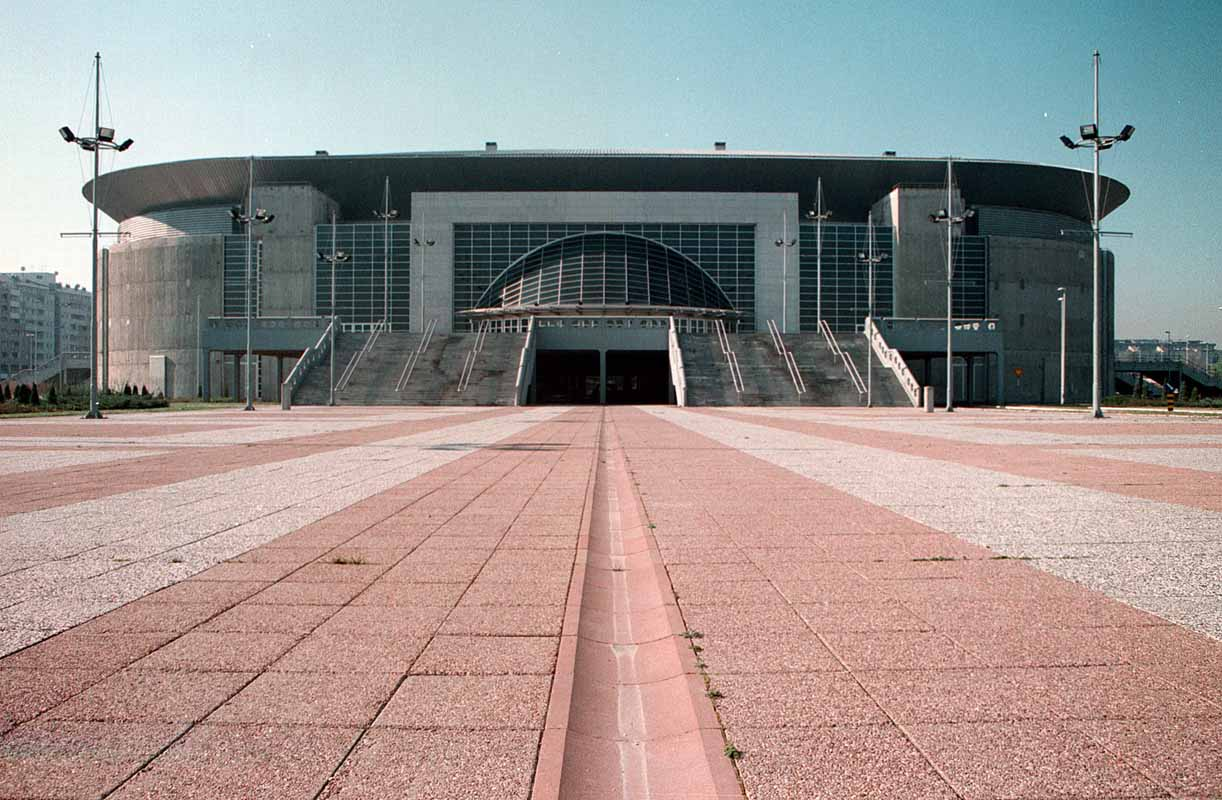
La façade nord
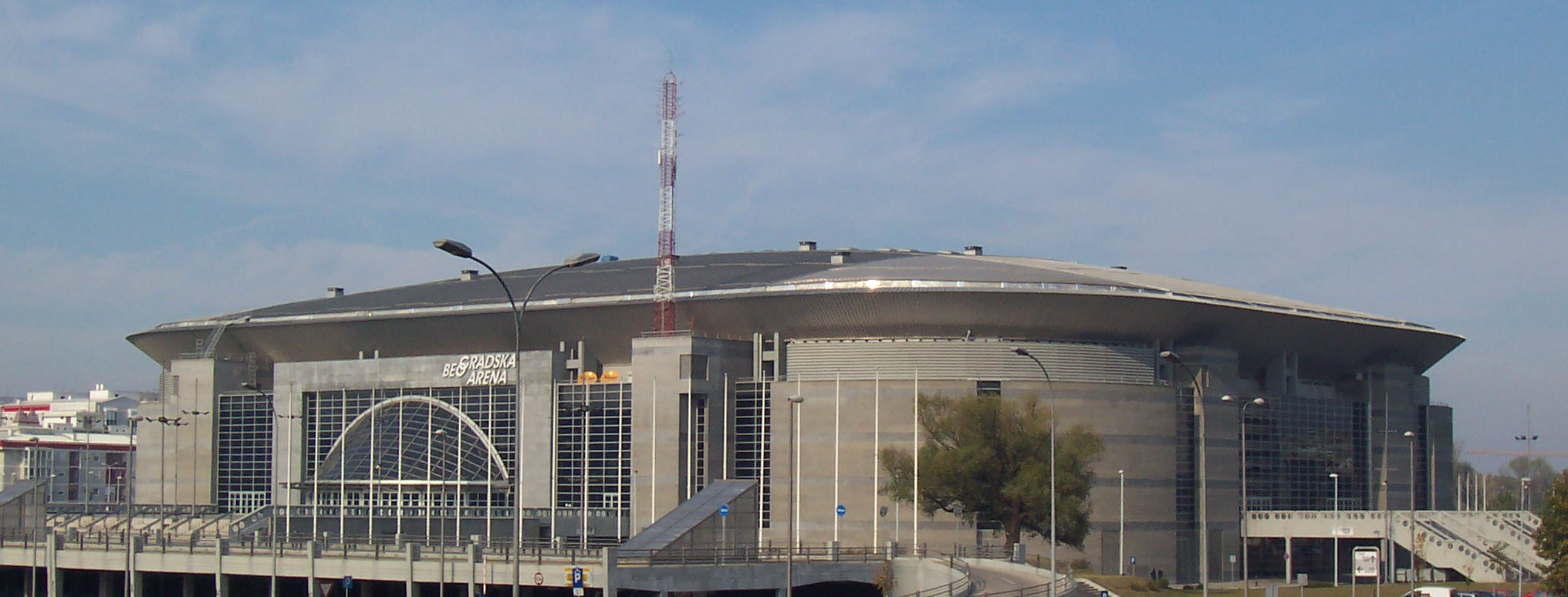
Sud-est
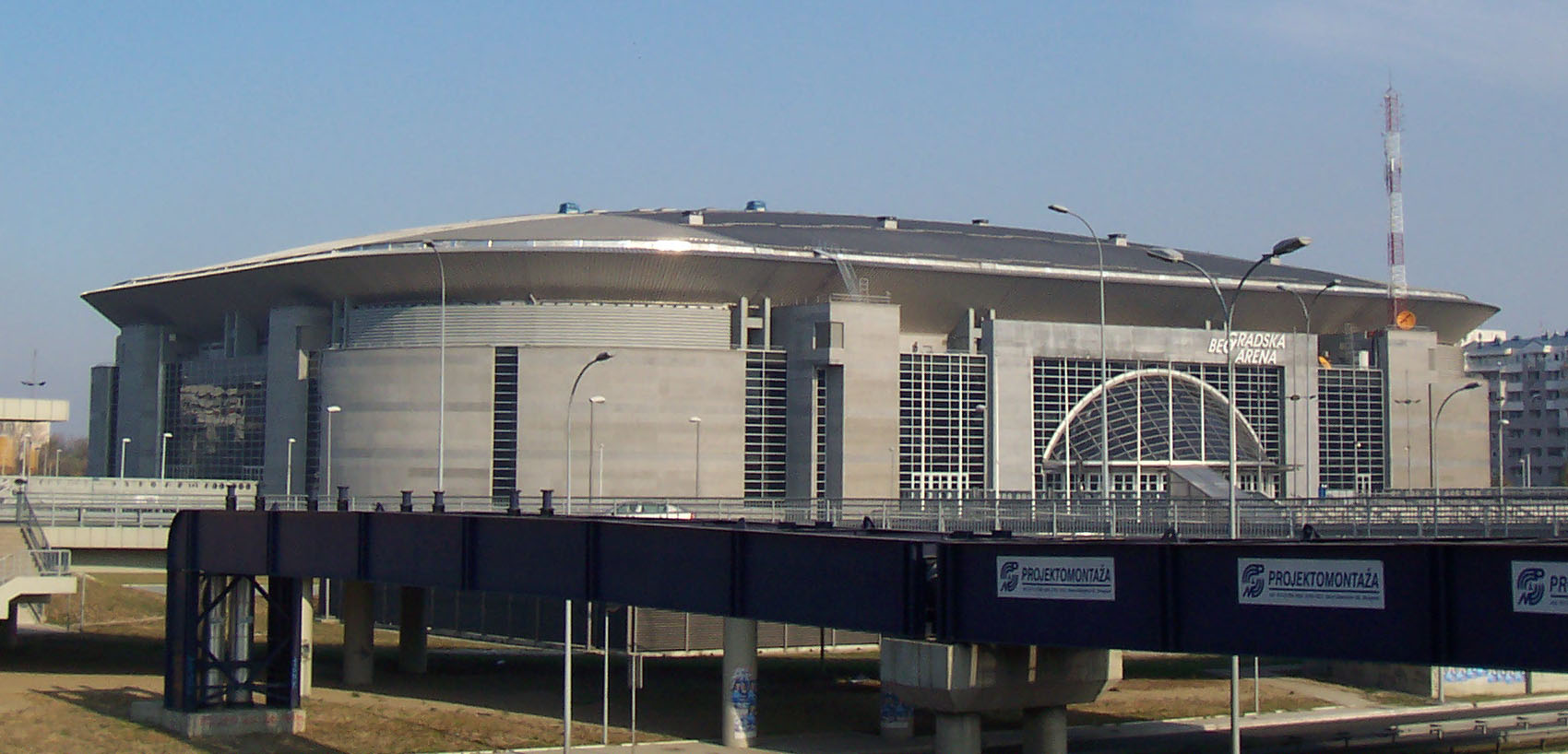
Sud-ouest
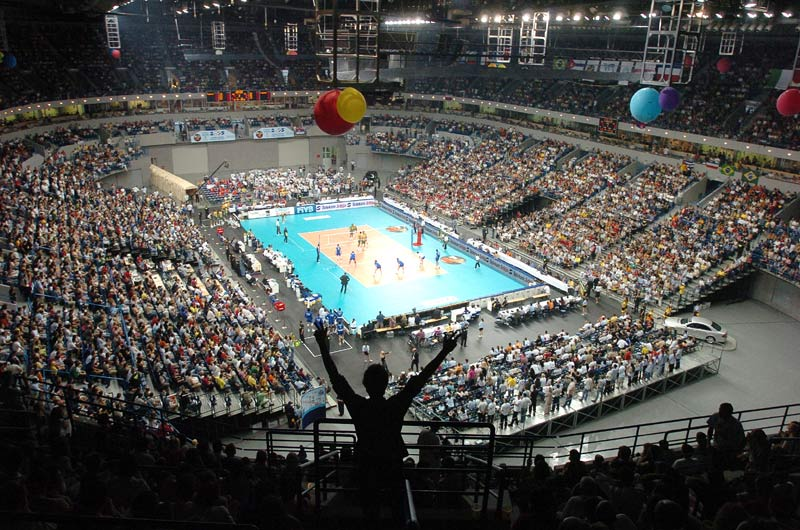
Intérieur
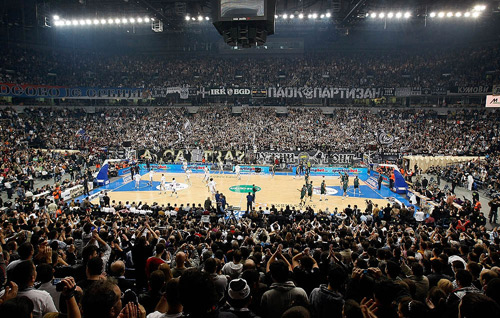
Partizan-Pana, 5 mars 2009
Ancien logo